# Venus din Tan-Tan
Venus din Tan-Tan este un presupus artefact găsit în Maroc. Aceasta și contemporanul ei, Venus din Berekhat Ram, au fost revendicate drept primele reprezentări ale formei umane. Criticii susțin că forma rocii este rezultatul intemperiilor naturale și al eroziunii care a produs întâmplător un obiect asemănător omului, adică un geofact.
Obiectul este o bucată de stâncă de cuarțit lungă de 6 cm datată din perioada Acheuleanului mijlociu, acum 300.000-500.000 de ani în urmă, pe care unii au interpretat-o ca o descriere a formei umane, de un gen nedeterminat și fără chip. A fost descoperită în 1999, în timpul unui studiu arheologic efectuat de arheologul german Lutz Fiedler, într-un zăcământ de pe malul nordic al râul Draa, la câțiva kilometri sud de orașul marocan Tan-Tan.
Potrivit descoperitorului său și a altora, obiectul a fost creat prin procese geologice naturale, care i-au conferit o formă generală asemănătoare omului, formă recunoscută de omul timpuriu și care a fost ușor modificată manal.
„Substanța grasă” de pe suprafața pietrei conține fier și mangan care pot fi resturi de pigmenți de ocru roșu folosiți de oameni pentru a accentua și mai mult forma asemănătoare omului.